# Will Power
William "Will" Steven Power (Toowoomba, 1 de març de 1981) és un pilot d'esports de motor australià que actualment competeix a les IndyCar Series conduint per a l'equip Penske Racing. En va ser campió els anys 2014 i 2022 i també va guanyar el Gran Premi d'Indianapolis 500 el 2018. Power és actualment el cinquè millor classificat de tots els temps pel que fa al nombre de victòries amb 41 i el primer en poles obtingudes de la història de les IndyCar Series amb 68. El 2013 Power va posar la veu al llargmetratge d'animació Turbo.